# 흠심 메트로
흠심 메트로(영어: Hmmsim Metro)는 수도권 전철 1호선 시뮬레이션 게임이다. 2021년 6월에 앞서 해보기로 출시된 게임이며, 2021년 12월에 정식 출시되았다.

## 게임 플레이
흠심 메트로는 수도권 전철 1호선에서 광운대역~금천구청까지 운행가능한 시뮬레이션 게임이다. 플레이할 수 있는 열차는 한국철도공사 311000호대 전동차의 1세대, 2세대, 3세대 전동차, 서울교통공사 1000호대 전동차이다.
그리고 조작법은 출입문이 닫힐때까지 기다린 다음 위쪽 화살표를 눌러서 전진상태로 만든후 오른쪽 키를 눌러 중립으로 만든후 z키를 눌러 가속을한다.
멈추는법: 적당히 가속을 한후 a키를 눌러
중립으로 만든후 오른쪽키로 제동변을 조절하여 정차위치에 정차하면 된다.

## 실제수도권 전철 1호선과 다른 점
- 한국철도공사 로고 사용 라이선스를 취득하지 못해 로고는 KORAIL이 아닌 HMRAIL이다.
- 저작권 때문에 안내방송은 실제와 완전 다르다. 환승음, 종착음은 2002년~2010년까지 사용했던 것으로 사용했고 성우는 TTS이지만 실제와는 다르다.
- KTX 로고도 저작권 때문에 HTX 로고로 사용한다.
- 신설동역, 동대문역, 종로5가역은 승강장이 실제와 완전 다르다. 2020년~2021년까지 리모델링 공사했기 때문이다.
- 서울교통공사 로고 사용 라이선스를 취득하지 못해 로고는 서울교통공사가 아닌 서울철도공사이다.